# تسوروني
تسوروني (ツルネ -風舞高校弓道部 Tsurune - Kazemai Kōkō Kyūdō-bu) هي رواية خفيفة يابانية التي كتبها كوتوكو أيانو، مع الرسام تشيناتسو موريموتو. الرواية فازت بجائزة خاصّة في كيوتو أنيميشن الجائزة المنافسة في عام 2016، كيوتو أنيميشن في وقت لاحق نشرت في ديسمبر من ذلك العام. سلسلة الأنمي المُتلفز من إنتاج كيوتو، الذي سيكون عرضهُ في عام 2018.

## الشخصيات
ميناتو ناروميا (鳴宮湊 Narumiya Minato)
أداء صوتي: يوتو أويمورا
سييا تاكيهايا (竹早静弥 Takehaya Seiya)
أداء صوتي: Aoi Ichikawa
ريوهيه يامانوتشي (山之内遼平 Yamanouchi Ryōhei)
أداء صوتي: Ryōta Suzuki
ناناو كيساراغي (如月七緒 Kisaragi Nanao)
أداء صوتي: Shōgo Yano
كايتو أونوغي (小野木海斗 Onogi Kaito)
أداء صوتي: كايتو إيشيكاوا
ماساكي تاكاغاوا (滝川 雅貴 Takagawa Masaki)
أداء صوتي: شينتارو أسانوما
شو فوجيوارا (藤原 愁 Fujiwara Shū)
أداء صوتي: كينشو أونو

## وسائط

### روايات خفيفة
| رقم | تاريخ الإصدار  | ردمك                   |
| --- | -------------- | ---------------------- |
| 1   | 26 ديسمبر 2016 | ISBN 978-4-907064-59-4 |
| 2   | 9 فبراير 2018  | ISBN 978-4-907064-77-8 |
| 3   | 19 أغسطس 2022  | ISBN 978-4-910052-29-8 |

## وصلات خارجية
- الموقع الرسمي
 (باليابانية)